# Katharine Newlin Burt
Pour les articles homonymes, voir Newlin.
Katharine Newlin Burt, née le 6 septembre 1882 à Fishkill Landing, un village actuellement incorporé à la ville de Beacon, dans l'État de New York, et morte le 22 juin 1977 à Princeton, dans l'État du New Jersey, est une romancière et scénariste américaine.
Elle était une auteure prolifique de westerns et d'autres romans, doublée d'une carrière d'éditeur qui a duré plus de 60 ans.
Au moins sept de ses œuvres ont été adaptées au cinéma et elle a écrit les histoires originales pour deux autres films.

## Biographie

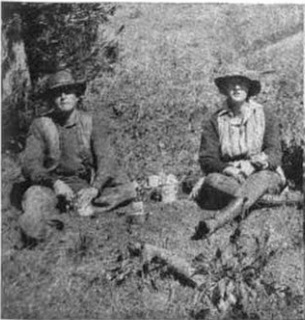
Katharine Newlin Burt (à droite) et son mari, Maxwell Struthers Burt.

Katharine Newlin naît de Thomas Shipley Newlin et Julia Maria (née Onderdonk) le 6 septembre 1882 à Fishkill Landing, un village incorporé actuellement à la ville de Beacon, (New York),.
Newlin commence à écrire des nouvelles alors qu'il était à la maternelle à Munich.
Newlin épouse l'écrivain Maxwell Struthers Burt en 1912, ajoutant son nom de famille au sien. Le couple a un fils, Nathaniel Burt (devenu écrivain) et une fille, Julia. Les Burt vivent quatre mois de l'année dans l'est des États-Unis et passent le reste du temps dans leur "vraie maison", le Bar B.C. Dude Ranch, un ranch de bétail de mille acres au pied des Tetons à Jackson Hole, au Wyoming.
Katharine Newlin Burt meurt en juin 1977 à Princeton, au New Jersey et est enterrée à Jackson, Wyoming.

## Analyse critique
- Norris Wilson Yates note que Burt a écrit à la fois des westerns traditionnels et non-traditionnels, et affirme qu'elle « excelle à évoquer le paysage du western comme une force dans la vie et les sentiments de ses personnages »[6].
- Victoria Lamont écrit que The Branding Iron de Burt participe à un « féminisme radical, bien que toujours profondément problématique », dont l'attention devrait changer la façon dont nous pensons à « l'importance de la mythologie du western dans l'histoire littéraire des femmes ». The Branding Iron, avec deux autres westerns féminins, « participe à un changement dans le discours féministe anglo-américain alors que le féminisme américain s'est découplé du mouvement abolitionniste et est devenu racialement divisé »[7].

## Romans

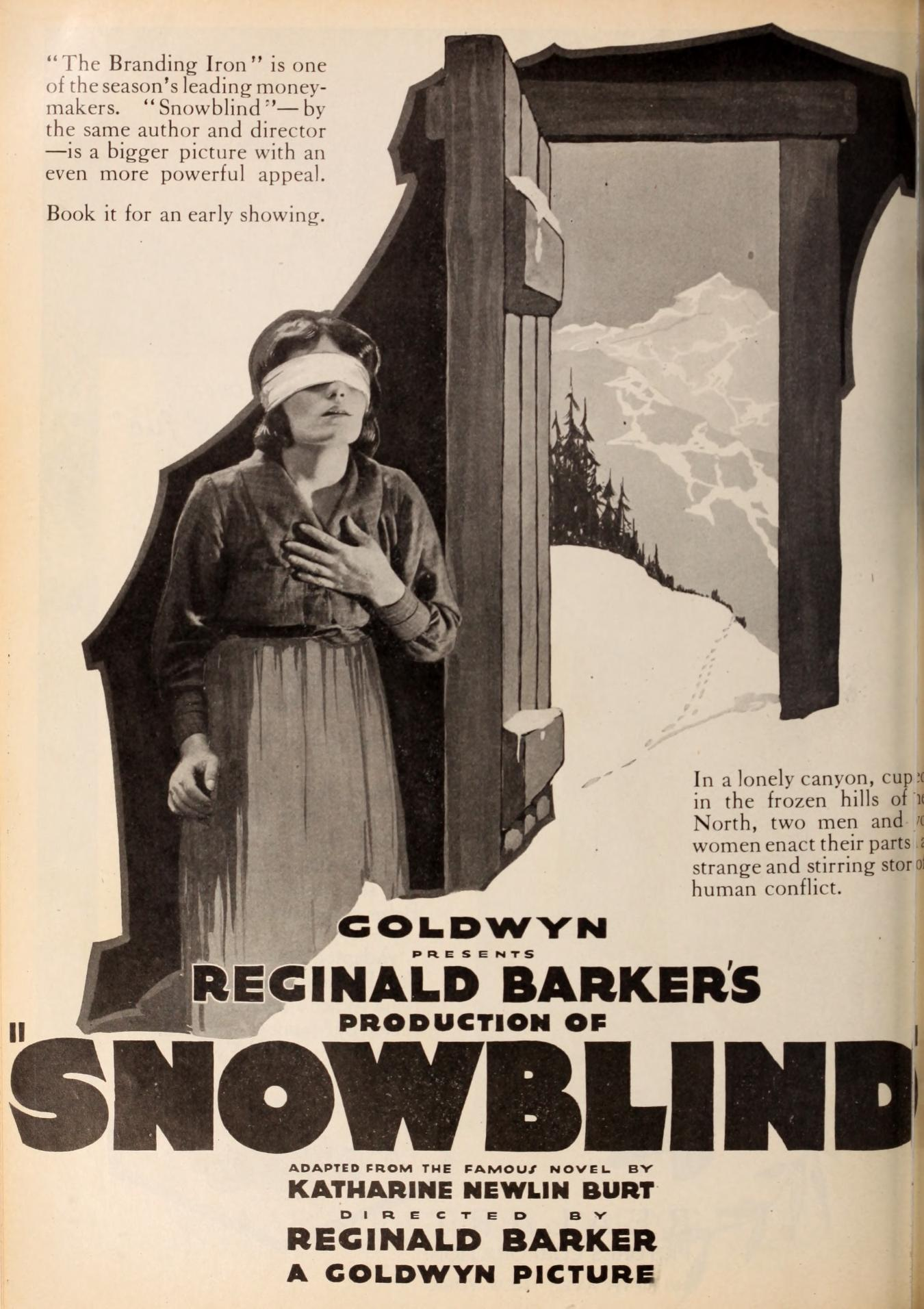
Une publicité dans un magazine de 1921 pour Snowblind, soulignant le statut de Katharine Newlin Burt en tant qu'auteur du matériel source.

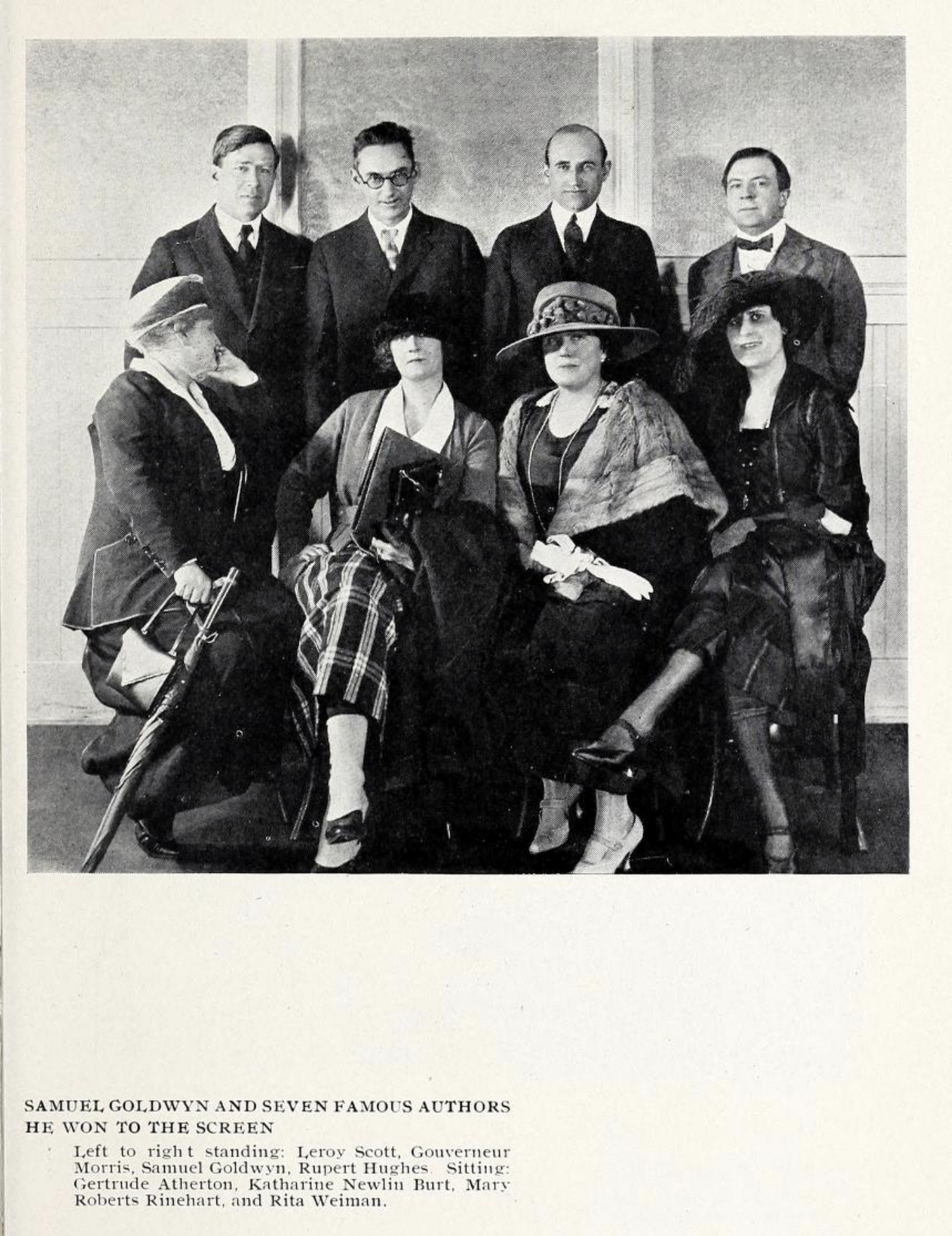
Katharine Newlin Burt (assise, deuxième en partant de la gauche) avec Samuel Goldwyn (debout, troisième en partant de la gauche) et six autres "auteurs célèbres".

- Penelope Intrudes (Cassell, Limited, 1912)[8]
- The Branding Iron (Grosset and Dunlap, 1919)
- Hidden Creek (Houghton Mifflin, 1920)
- The Red Lady (Houghton Mifflin, 1920)
- Snowblind (Houghton Mifflin, 1921)
- "Q" (Houghton Mifflin, 1922)
- Quest (Houghton, 1925)
- The Summons
- The Grey Parrot (1926)
- Cock's Feathers (Houghton Mifflin, 1928)
- A Man's Own Country (Houghton Mifflin, 1931)
- The Tall Ladder (1932)
- Beggars All (Houghton Mifflin, 1933)
- This Woman and This Man (Scribners, 1934)
- When Beggars Choose (1937)
- The Safe Road (1938)
- Men of Moon Mountain (Macrae Smith, 1938)
- If Love I Must (Macrae Smith, 1939)
- Captain Millet's Island (Macrae Smith, 1944)
- Close Pursuit (Scribners, 1947)
- Lady in the Tower (Dell, 1947)
- Still Water (1948)
- Strong Citadel (Scribners, 1949)
- Escape from Paradise (1952)
- Scotland's Burning (1953)
- Smarty (Funk & Wagnalls, 1965)
- One Silver Spur (Funk & Wagnalls, 1968)
- Lost Isobel (Signet, 1968)
- Ree (Signet, 1973)
- A Very Tender Love (1975)

## Filmographie
- 1920 : The Branding Iron [Le Fer à marquer] (adapté du roman)
- 1921 : Snowblind (en) (adapté du roman)
- 1921 : The Man from Lost River [L'Homme de la rivière perdue] (histoire)
- 1922 : Singed Wings (en) (adapté de la nouvelle Singed Wings)
- 1923 : The Eagle's Feather (en) [La Plume d'aigle] (histoire)
- 1923 : The Leopardess (en) (adapté de la nouvelle The Leopardess)
- 1925 : The Way of a Girl (adapté du roman The Summons)
- 1927 : Body and Soul (en) (adapté de la nouvelle Body and Soul)
- 1927 : The Silent Rider (adapté de la nouvelle The Red-Headed Husband)